# Parque nacional de las Tablas de Daimiel
El parque nacional de las Tablas de Daimiel es un espacio natural protegido español que protege el humedal homónimo. Se encuentra situado en los términos municipales de Daimiel y Villarrubia de los Ojos, en la provincia de Ciudad Real, comunidad autónoma de Castilla-La Mancha. Es además una zona de especial protección para las aves (ZEPA) y parte de la Reserva de la Biosfera La Mancha Húmeda. Con 192 025 visitantes anualmente (2015), las Tablas de Daimiel es el decimotercer parque nacional más visitado de España.
Las Tablas son uno de los últimos representantes de un ecosistema denominado tablas fluviales que se forman al desbordarse los ríos en sus tramos medios, favorecidos por fenómenos de semiendorreísmo y la escasez de pendientes. El humedal se forma en la confluencia del río Guadiana y su afluente Cigüela y es uno de los ecosistemas acuáticos más importantes de la península ibérica por la variedad y calidad de la fauna y flora que habitan en ella, así como por aquellas aves que la emplean en los pasos migratorios. Las Tablas sirve de refugio a más de 2.000 especies (plantas, aves, insectos, peces, réptiles... ). 
Sin embargo, la supervivencia del parque peligra debido a la sobreexplotación de los acuíferos. Debido a esta degradación, el 22 de octubre de 2009 la Comisión Europea abre un expediente a España, mientras que la Unesco ya había expresado con anterioridad la posibilidad de retirar la figura de Reserva de la Biosfera. La Unesco abrió un expediente contra España a instancias de la denuncia presentada en noviembre de 2007 por las organizaciones ecologistas (Ecologistas en Acción, Greenpeace, SEO/BirdLife y WWF); en ella se argumentaba que la Reserva de la Biosfera de La Mancha Húmeda y, en especial, Las Tablas de Daimiel, presentaban un alto nivel de degradación que suponía la pérdida de los valores que las habían hecho merecedoras de la calificación como Reserva de la Biosfera.
A finales de 2009 los incendios de turbas se habían sumado a la desecación para provocar una situación crítica. La degradación de la capa de turbas puede comprometer la impermeabilización del suelo que genera las balsas de agua o "tablas". Las medidas adoptadas para controlar los incendios se habían revelado insuficientes y, por ello, se aprobó un trasvase desde el río Tajo. Cuando las aguas del Tajo llegaban al parque natural, llegaron simultáneamente abundantísimas lluvias que hicieron innecesario continuar con el trasvase y que en los primeros meses de 2010 llenaron la totalidad de la superficie inundable del parque, sofocando de forma natural los incendios de turbas. Desde entonces, las condiciones hídricas se han recuperado notablemente y el nivel del acuífero ha subido más de 20 m, debido a la terminación del periodo de fuerte sequía y a las medidas que ya se habían venido adoptando para controlar la sobreexplotación del acuífero, entre ellas el control de las extracciones de los agricultores y la adquisición de fincas circundantes del parque natural, con el fin, entre otros, de adquirir también los correspondientes derechos de extracción, por lo que dos años más tarde el parque aborda la tercera primavera desde la recuperación de las condiciones hídricas en proceso de franca recuperación y con la ampliación de su tamaño por parte del estado como medida de protección.
En marzo de 2023 tan solo había anegadas 250 hectáreas de las 1.750 del humedal, y un mes más tarde apenas quedaban 115, inundadas de forma artificial con los pozos de emergencia y un desvío del trasvase Tajo-Segura, a saber  un 7 % del humedal. Los científicos creen que, sin medidas políticas contundentes, las Tablas de Daimiel están condenadas a desaparecer.

## Historia y características
Ya en 1325 el infante Don Juan Manuel en su Libro de la caza pone de manifiesto las cualidades de las orillas del río Cigüela para la cetrería. Años más tarde, en 1575, Felipe II mandó redactar la relación en la cual se ordena literalmente que "se guardase muy bien". Las Tablas de Daimiel, así como otras zonas encharcadas de los alrededores, tienen una larga tradición como espacio de caza de aves acuáticas: en particular, el general Prim en 1870 y el rey Alfonso XII en 1875 cazaron en estos parajes. Las Tablas de Daimiel fueron declaradas parque nacional el 28 de junio de 1973.

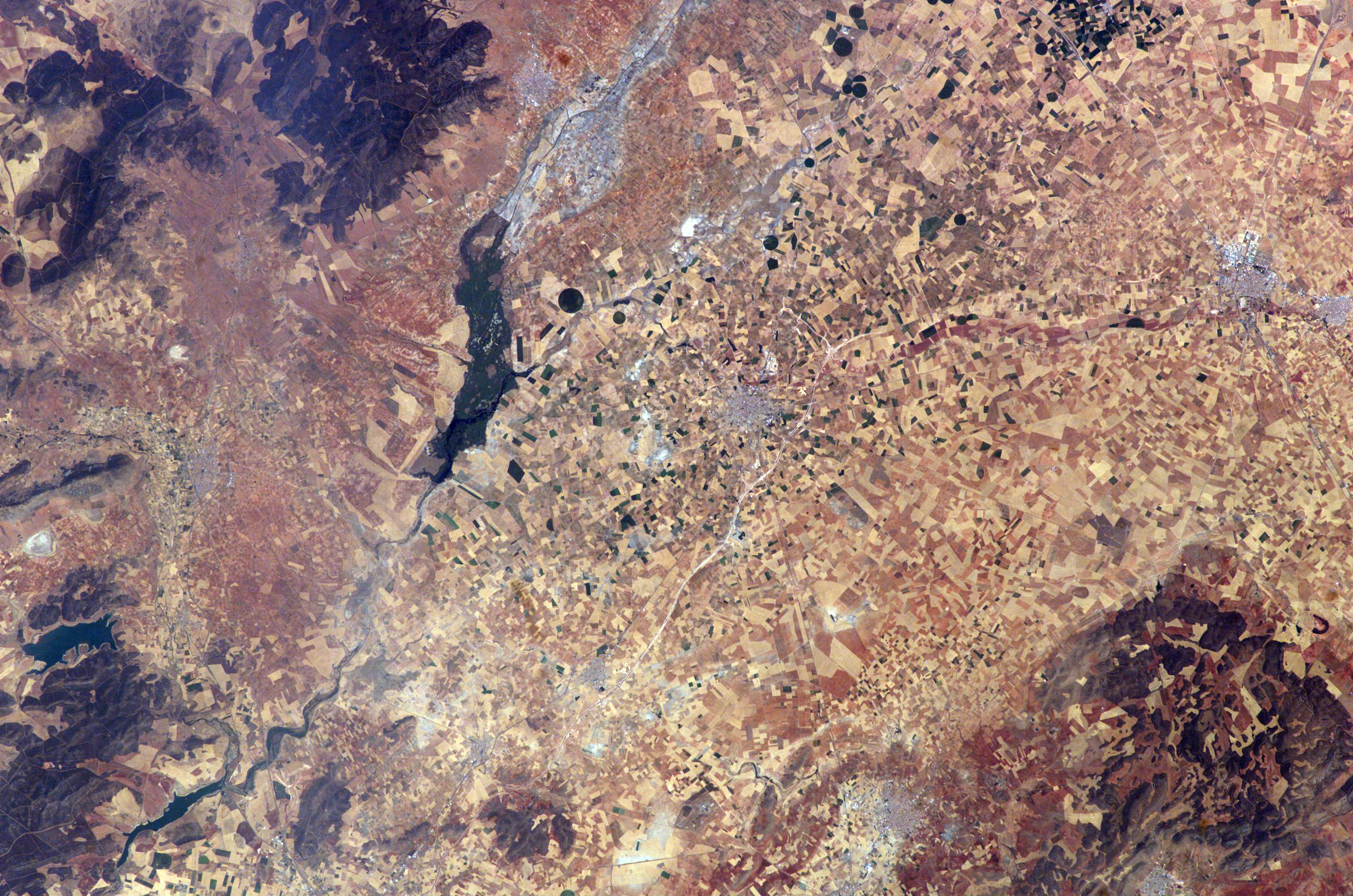
Vista satélite de las Tablas en 2003.

En 1956 se promulga la Ley de Desecación de Márgenes del Gigüela, Záncara y Guadiana, una ley que se mantiene en vigor hasta 1973, fecha en que se declaran parque nacional las Tablas de Daimiel. Durante todos esos años, se construyen canales y desecan hectáreas de humedales. Sin embargo, la desecación de estas zonas húmedas en las márgenes de estos ríos tuvo una nefasta consecuencia para toda la zona: la amenaza de la desecación definitiva planeaba sobre lugares tan característicos aguas abajo como los Ojos del Guadiana o las propias Tablas.
Pero es a partir de los años 1960 cuando comienzan los malos tiempos para las Tablas. Por un lado se aceleran las obras para desecar la zona y, por otro lado, ya a comienzos de los años 1970, una extensión muy importante de regadíos acaba con los recursos hídricos del subsuelo.
La especial riqueza ecológica de las Tablas de Daimiel viene, en opinión del conservador del parque Jesús Casas, del hecho de que los dos ríos que confluían en el mismo tenían distinta salinidad. Mientras que el agua del acuífero 23, o, lo que es lo mismo, la del Guadiana es completamente dulce, la del Cigüela es salina, lo que creaba un paraíso para diferentes tipos de fauna y flora.

### Divulgación y protección

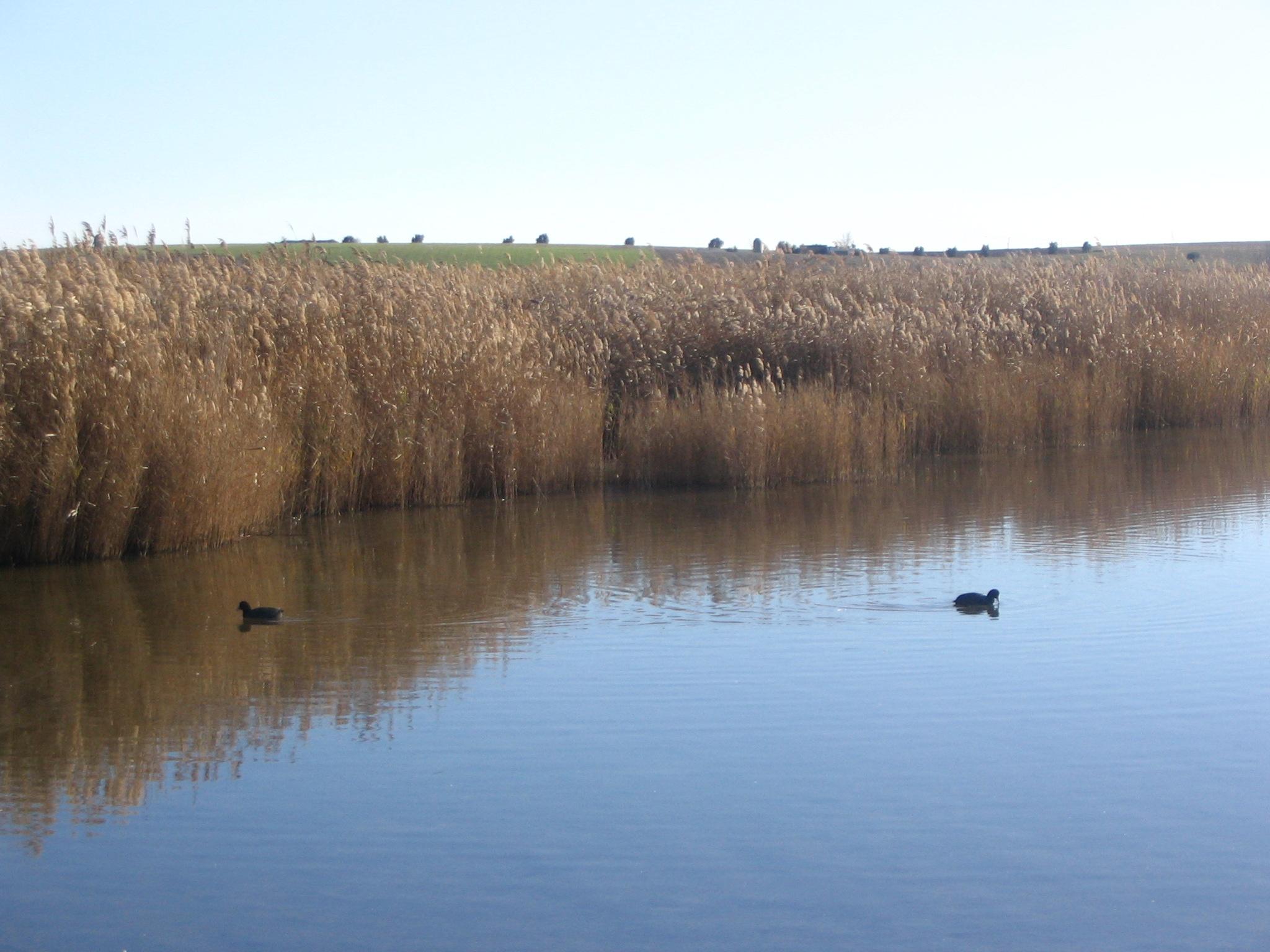
Vista del humedal en diciembre de 2005.

Paralelamente a los trabajos para la desecación del humedal y sus afluentes, Las Tablas fueron visitadas por ilustres científicos como Félix Rodríguez de la Fuente que, como paraje de singulares características, despertó en ellos un creciente interés. Así pues, pusieron de manifiesto sus riquezas faunísticas y botánicas en sus publicaciones científicas, que hicieron que la atención mundial se centrara en este punto del solar manchego. Así, obtuvo una calificación preferente en el llamado Proyecto MAR del UICN, plan destinado a la custodia y rescate de las áreas húmedas del continente europeo, que iniciaba sus pasos en 1965 con un catálogo de los lugares de mayor valor al respecto, que recomendaba al Gobierno su mantenimiento y protección.
Sin embargo, desoyendo los llamamientos de los especialistas, desde 1967, las obras de canalización de los ríos adquieren un ritmo acelerado, y en los marjales del Guadiana comienzan a repercutir gravemente los descensos del nivel de las aguas. La zona oeste del parque —hoy denominada zona de restauración— fue roturada, desecada y puesta en cultivo, al tiempo que la maquinaria pesada se iba adentrando en el corazón del humedal desde el suroeste (cauce del Guadiana) y por el noreste (Gigüela, Guadiana-Azuer), excavando profundos canales rectilíneos en los lechos meandriformes de los ríos. La alarma que produjeron estos hechos motivaron un activo movimiento en el que participaron científicos diversos de todo tipo, y del que se hizo eco el Estado a través de su Instituto Nacional para la Conservación de la Naturaleza (ICONA). La polémica abierta saltó al gran público y tuvo un resonante reflejo en toda la prensa nacional.
Tras ordenar el Gobierno la suspensión de las obras de desecación, se crea una Comisión Interministerial con objeto de mediar en el conflicto planteado y dictaminar una solución satisfactoria. En febrero de 1973, alcanzaban un compromiso final y se detuvieron definitivamente los trabajos de desecación con el anuncio de la creación del parque nacional de Las Tablas de Daimiel en los límites de un área de 1820 ha. Posteriormente, en el año 1980, el parque fue ampliado por la parte sur hasta una extensión de 1928 ha. En 2014 alcanzó las 3030 ha.

### El Guadiana-Azuer

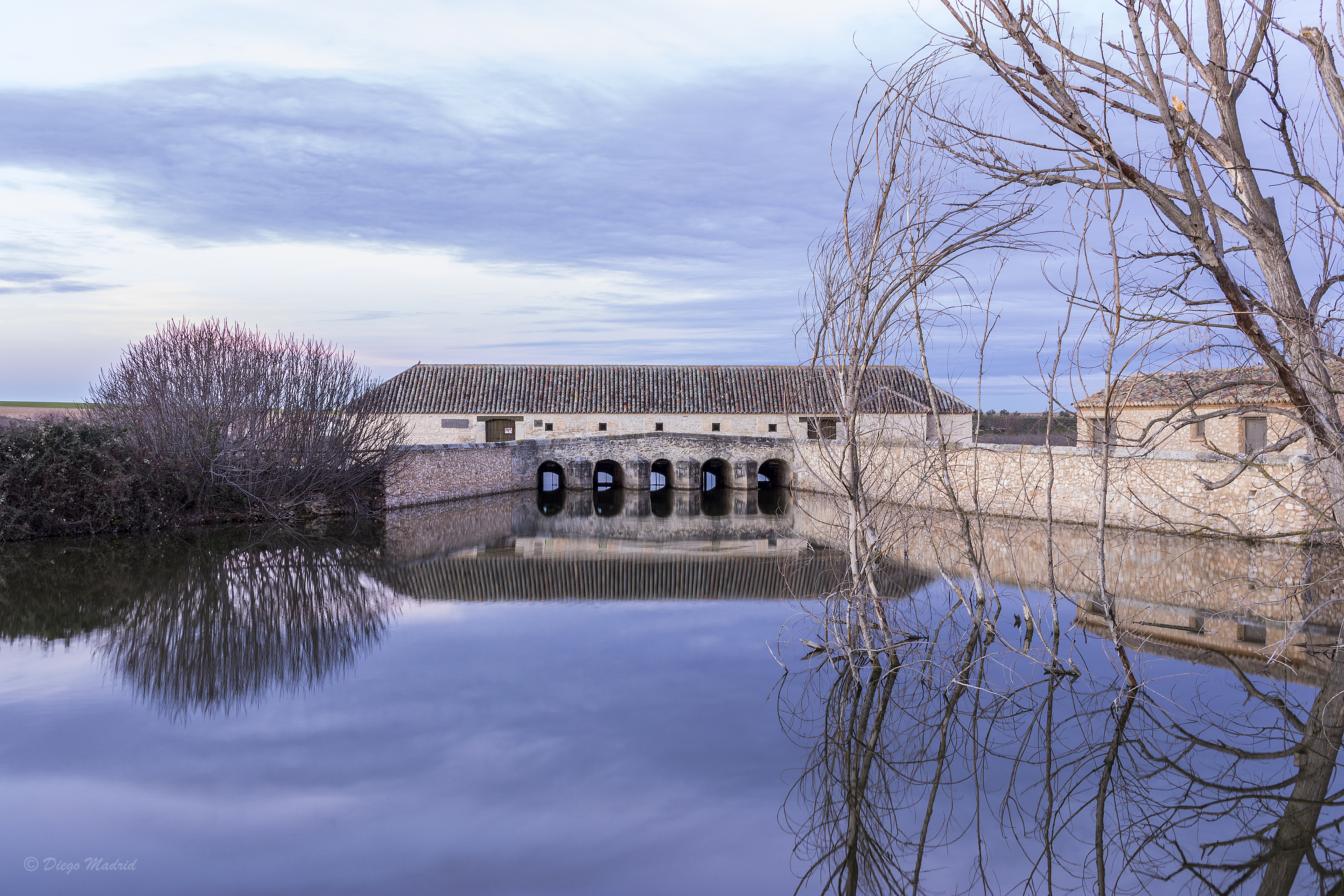
Molino de Molemocho en febrero de 2015.

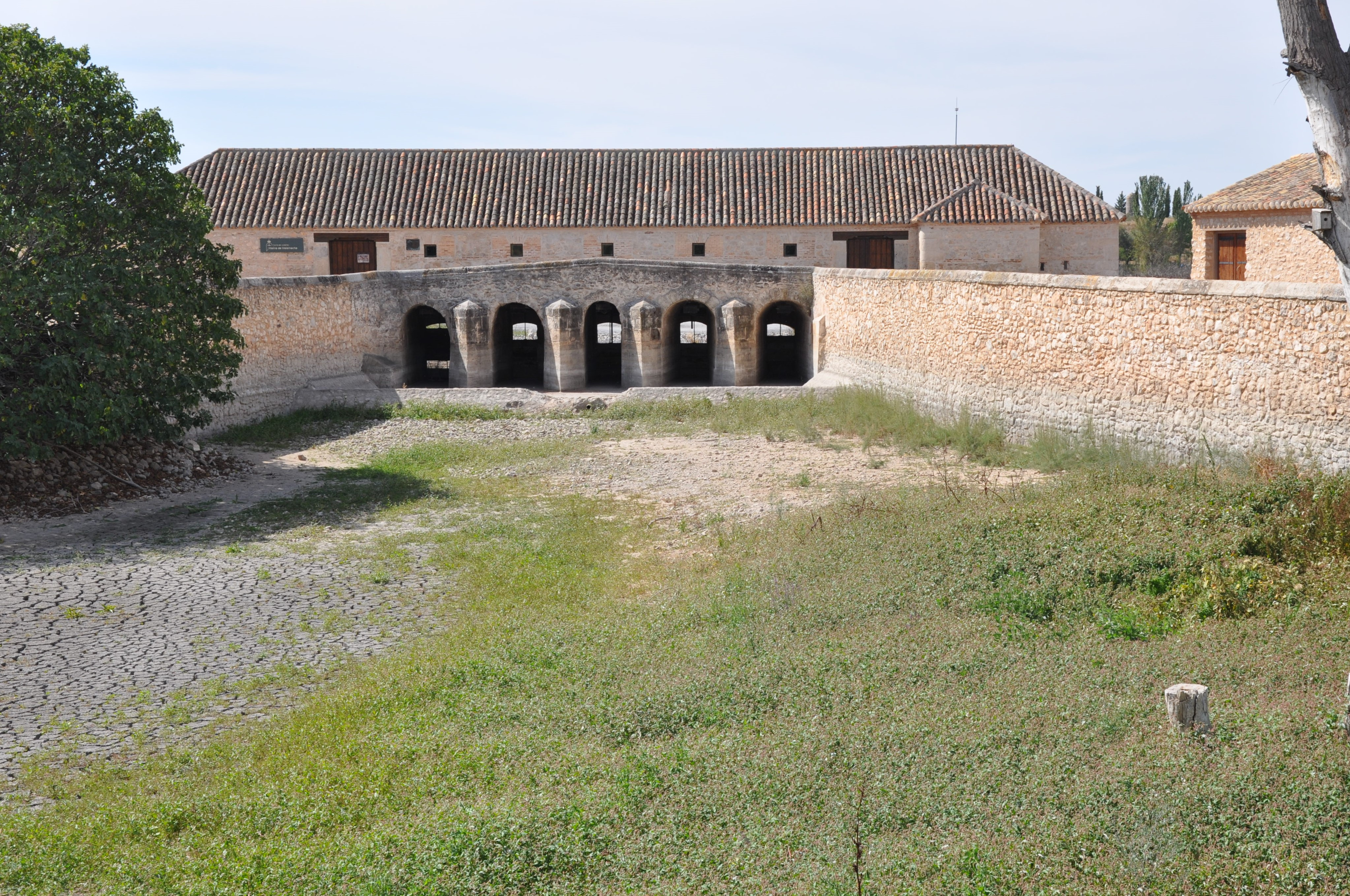
Molino de Molemocho en octubre de 2019.

En su estado original e inalterado, buena parte de los aportes hídricos a las Tablas provenían del río Guadiana, que era en realidad la suma de dos corrientes: las aguas del río Azuer (primer afluente del Guadiana por su margen izquierda) más las procedentes de las surgencias denominadas Ojos del Guadiana, situadas a 14 km del parque en dirección este. Dichas surgencias eran potentes manantiales de agua dulce a través de las que el Acuífero 23 descargaba a la red fluvial en aquellos lugares donde su nivel freático cortaba al terreno. Se contabilizaban numerosas surgencias u ojos, situados en un tramo de aproximadamente 5 km sobre el valle de la denominada Cañada del Lencero—desde el actual cruce con la N-430 hasta 1 km aguas abajo del molino de Zuacorta— con un caudal conjunto entre 8 y 9 m³/s que fluían de forma constante durante todo el año, ya que su procedencia no era fluvial sino subterránea.

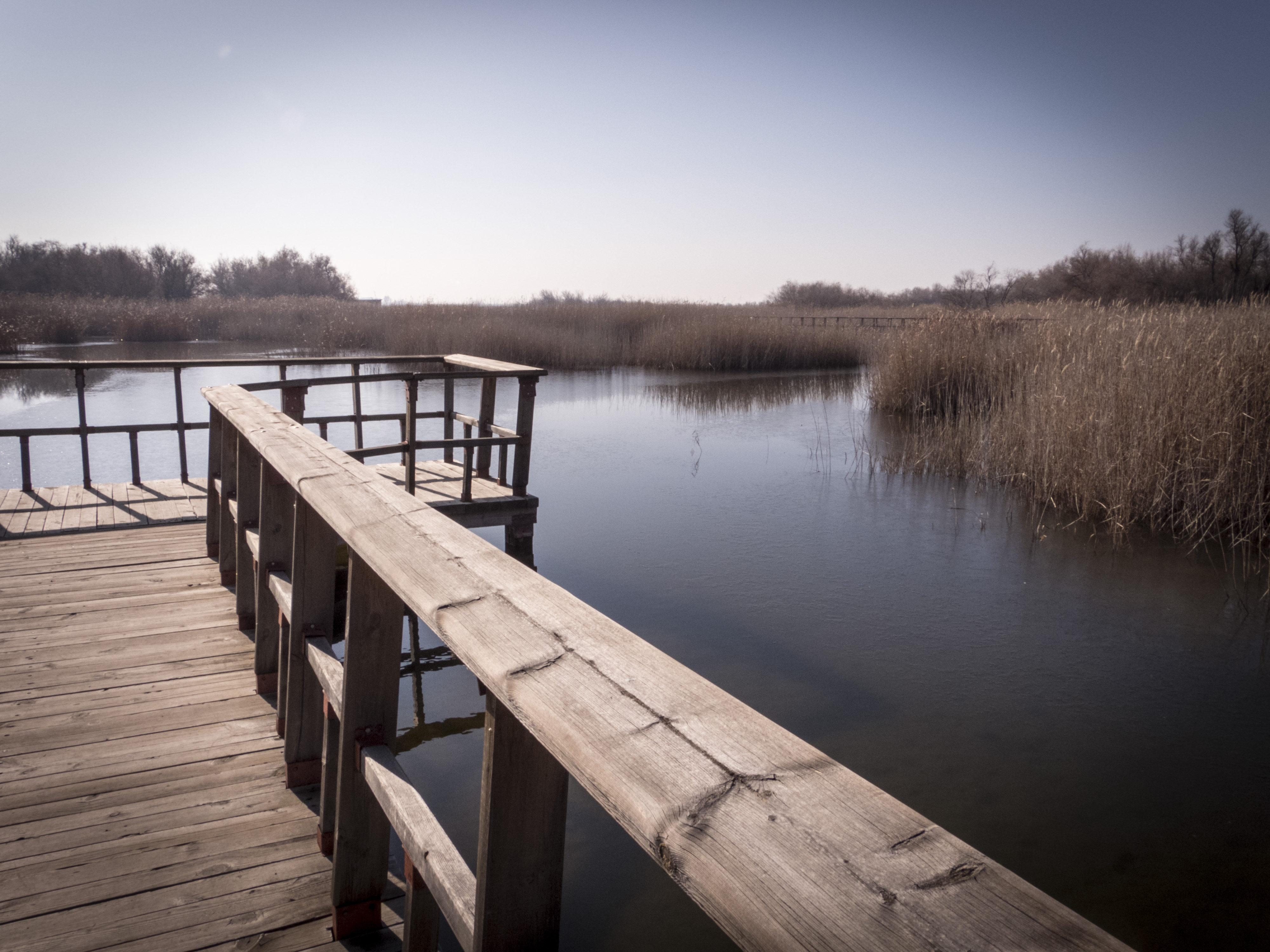
Pasarela sobre el agua en 2015.

En pocos años tras las obras de canalización del río Guadiana aguas abajo del parque, el nivel del acuífero 23 —que alimentaba las surgencias de los Ojos— descendió de forma notable, hasta 5 m en tres años, desapareciendo las múltiples lagunas de origen freático que jalonaban los alrededores de las Tablas. Casi simultáneamente, la brutal proliferación de regadíos alimentados con las aguas del acuífero disminuyeron de tal forma los recursos hídricos hasta que en el verano de 1982, los Ojos dejaron de manar por primera vez. Volverían a tener agua, aunque en 1984 quedaron definitivamente secos, iniciándose un desastre ecológico y geológico de graves consecuencias. La turba que existía en el cauce, generada durante miles de años en condiciones anaerobias bajo el agua, comenzó a arder al secarse, bien de forma espontánea o inducida por incendios en tierras colindantes. (La turba arde sin llama, internamente, con profusión de vapores a través de las grietas del terreno).
La otra contribución al caudal del río, el Azuer, se convirtió desde 1984 en el único aporte de este cauce; el Guadiana-Azuer, muy mermado ya sin la contribución de las surgencias subterráneas, fue reduciendo progresivamente su aporte al humedal. El río tributario, de marcado carácter estacional y caudal muy variable —con propensión a crecidas importantes y estiajes prolongados durante los que incluso deja de correr—, no conseguía mantener por sí solo la superficie encharcada del parque, que se reducía año tras año. La desaparición total del sistema fluvial que mantenía el parque en precarias condiciones hídricas se produjo pocos años más tarde: en 1986, declarado el humedal como parque nacional, el Acuífero 23 sobreexplotado, y definitivamente secos los Ojos, la administración dio el visto bueno a la construcción del embalse del Puerto de Vallehermoso, sobre el cauce del río Azuer, en el término municipal de Alhambra. El embalse, destinado al abastecimiento de poblaciones cercanas pero también a regadío, entró en carga en 1988, y su gestión —orientada a mantener el mayor nivel posible de agua embalsada— junto con los años de sequía subsiguientes y la proliferación de captaciones ilegales en sus alrededores motivaron que el caudal del río Azuer quedara casi totalmente retenido en el embalse; de hecho, su agua no llegó a las Tablas desde el mismo 1988 hasta 2010, coincidiendo con la crecida histórica del 23 de febrero de ese año. En consecuencia, el Guadiana-Azuer desapareció como aporte a las Tablas durante un período de veintidós años, durante los cuales la situación hídrica del parque dependió exclusivamente de las mermadas aportaciones de su otro afluente, el Gigüela.

### El Gigüela

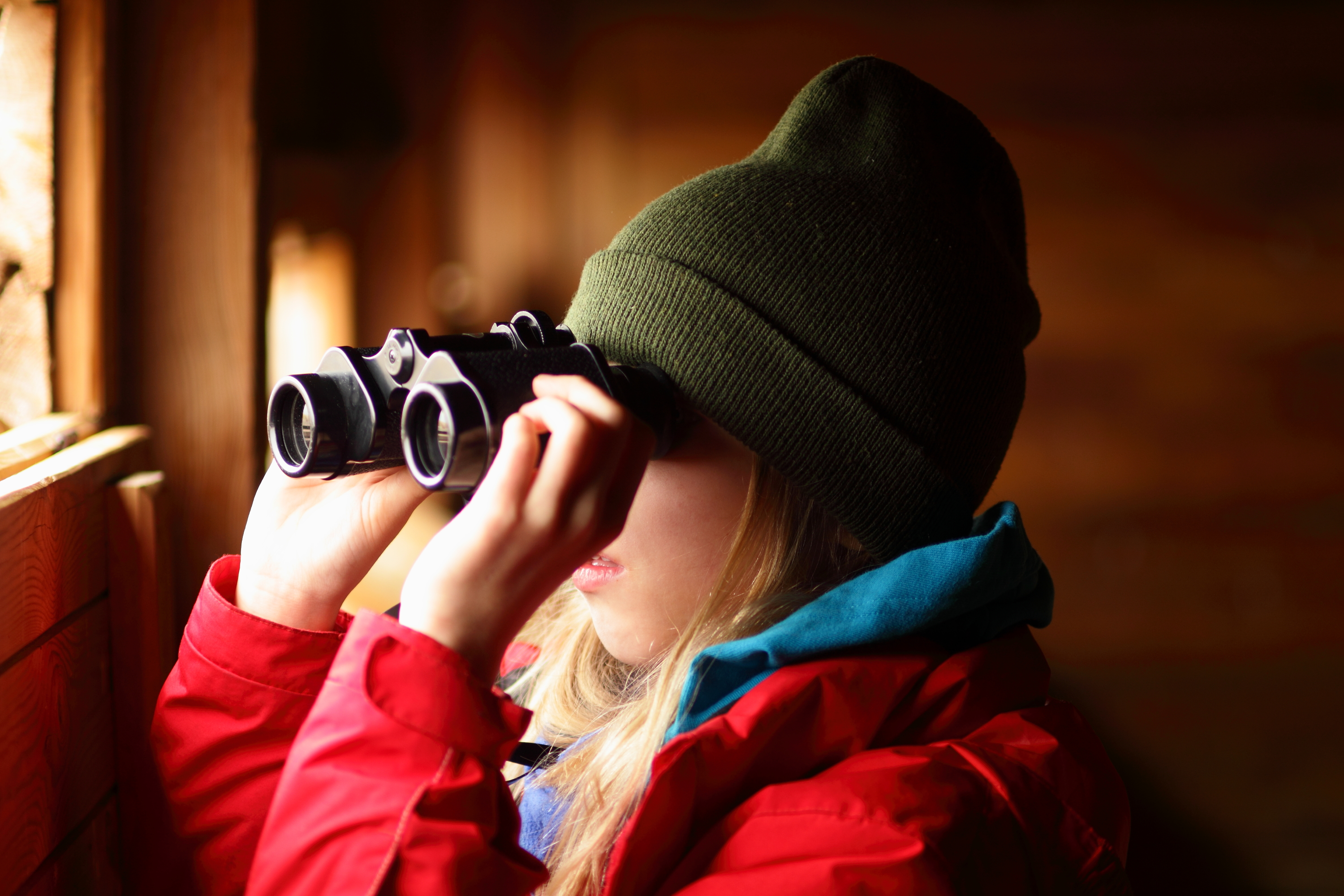
Una niña avistando aves

El Gigüela o Cigüela es el otro gran aporte de las Tablas. Es un río de aguas salobres, de marcada estacionalidad y que recibe los aportes de numerosos afluentes aguas arriba de las Tablas, entre los términos de Herencia y Socuéllamos. Entre ellos destacan el Riánsares, el Záncara, el Córcoles, el Canal del Guadiana (que desagua el pantano de Peñarroya) y el Amarguillo. En equilibrio natural, estos afluentes no tienen un cauce definido que los una con el Cigüela, sino una vasta llanura aluvial que, en épocas de abundante lluvia, quedaba inundada y por la que las aguas discurrían buscando la pendiente natural. La actuación humana modificó esta zona, excavando numerosos cauces artificiales, canales y acequias; sin embargo, la interacción entre el agua fluvial y la subterránea del acuífero 23 siguió siendo muy importante; dependiendo de la altura relativa entre el cauce del río y el nivel freático, había zonas de infiltración (en las que el agua pasaba del cauce del río al subsuelo) y otras donde los acuíferos rebosaban en el propio cauce del río, aumentando su caudal. Con la bajada del nivel freático del acuífero 23, sobre el que se asienta el curso bajo del Cigüela, la mayoría de estos afluentes quedaron muy por encima del nivel freático, y puesto que discurren sobre un terreno poroso, todo su caudal se pierde en el subsuelo. Apenas en épocas de grandes lluvias consiguen llevar sus caudales hasta el Cigüela.
Todo el tramo del Cigüela aguas arriba de Las Tablas fue objeto de la Ley de Desecación de Márgenes del Cigüela, Záncara y Guadiana, se canalizó y rectificó con una profundidad de 2 a 3 m bajo su cota 0, talando y arrancando la excelente arboleda que crecía en sus civancas, para el aprovechamiento agrícola de su amplia llanura aluvial. De esta forma, el paisaje fue totalmente sustituido por campos de cultivo, quedando desoladas las riberas al bajar tanto la cota del agua como los recursos hídricos, por lo que paulatinamente quedó devastada tanto su fauna como su flora.
Además, parte de las aguas del Gigüela son habitualmente detraídas de su cauce mediante la creación de lagunas artificiales en la parte alta de su curso. En parcelas privadas dedicadas a la caza, se atrae a las aves migratorias empleando cualquier método posible para sustraer el agua e inundarlas —como agujeros en el lateral del cauce disimulados con carrizo— que van drenando el caudal del río a su paso, lo que condiciona que en la actualidad sólo una parte del caudal presente aguas arriba llegue hasta el parque. Desde 1988 hasta 2010, ha sido el único y puntual aporte natural de las Tablas, quedando éstas, por tanto, a merced de la estacionalidad del único de sus afluentes que ha seguido siendo un río funcional, y también ha servido como conducción natural por la que se han realizado hasta tres trasvases de urgencia desde la conducción del trasvase Tajo-Segura para mantener un mínimo encharcamiento en el parque.
A lo largo de 2009, la construcción del trasvase del Tajo a la llanura manchega, modificó el régimen natural del río al construir un embalse de regulación para dicho trasvase en la cuenca de su afluente, el río Valdejudíos, en la localidad conquense de Carrascosa del Campo, afectando a su caudal, que queda parcialmente retenido en dicho embalse.

## Patrimonio biológico
Las Tablas son el último representante de un ecosistema denominado tablas fluviales que se forman por los desbordamientos de los ríos en sus tramos medios, favorecidos por fenómenos de semiendorreísmo y por la escasez de pendientes.
El parque cuenta con unos humedales formados a partir de la confluencia del río Guadiana y su afluente Gigüela y es uno de los ecosistemas acuáticos más importantes de España debido a la fauna y flora que habitan en ella. También es importante por el gran número de aves migratorias que pasan por la zona como los ánades y los ánsares.
Las Tablas de Daimiel pueden considerarse, dentro de una clasificación hidrológica-estructural de los humedales, como un "hidrohumedal de recarga"; en teoría, con disposición plurianual de agua superficial, que recarga constantemente el acuífero infrayacente. Aunque en los tiempos actuales, a veces se asemeja más a un "higrohumedal", de recarga temporal.
Las Tablas de Daimiel están formadas por las aguas de dos ríos de diferente naturaleza, lo que las convierte en un ecosistema privilegiado: el agua del río Gigüela que procede de los páramos de Cabrejas en la serranía conquense aporta aguas salobres, mientras que el río Guadiana aporta aguas dulces que surgen de sus ojos aproximadamente a unos 15 km al norte del parque nacional, en el término municipal de Villarrubia de los Ojos.

### Flora

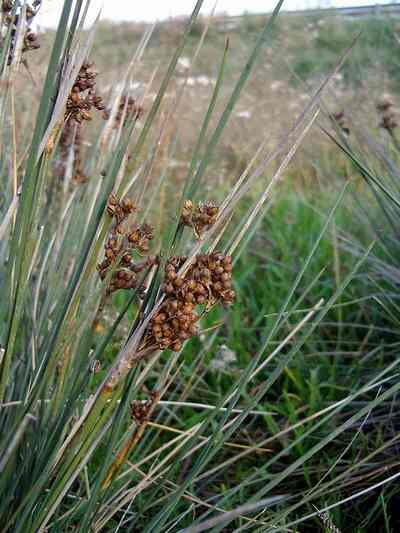
Juncos (Juncus acutus)

El agua dulce del Guadiana favorece el crecimiento de marjales de carrizo (Phragmites australis, Phragmites communis), mientras que el agua salobre del Cigüela favorece el crecimiento de la vegetación palustre, principalmente la masiega (Cladium mariscus). La vegetación predominante es la palustre. El masegar abunda extraordinariamente, y es el más extenso de los que aún subsisten en Europa Occidental..
En las áreas menos profundas encontramos amplios grupos de aneas (género Typha), bayuncos (Scirpus lacustris), castañuelas (Scirpus maritimus) y juncos (género Juncus).
Una de las formaciones más característica del parque nacional son las praderas de carófitos, constituidas por diferentes especies del género Chara (Chara hispida, Chara major, Chara canescens) conocidas localmente como ovas, y que pueden forma un tapiz casi continuo en los fondos inundados. El taray (Tamarix gallica), especie representante de la familia de las tamaricáceas, debido a las duras condiciones de salinidad y periodos de inundación, es la única especie arbórea que se encuentra dentro del humedal.

### Fauna

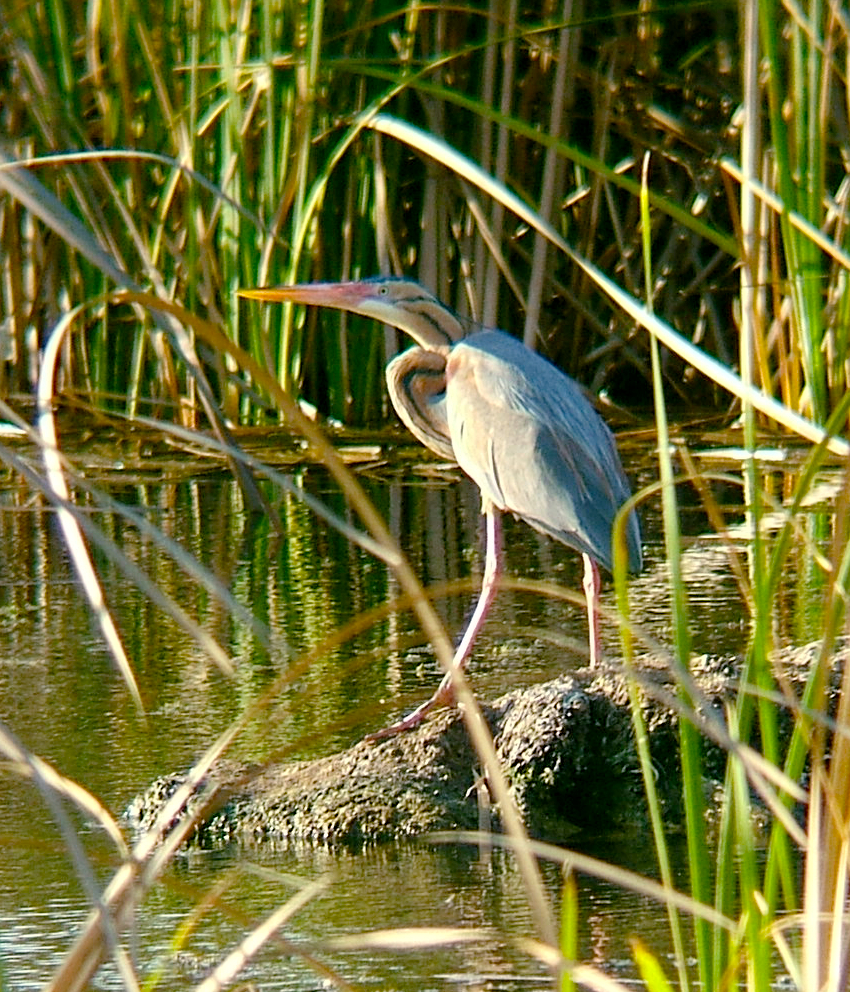
Garza imperial (Ardea purpurea))

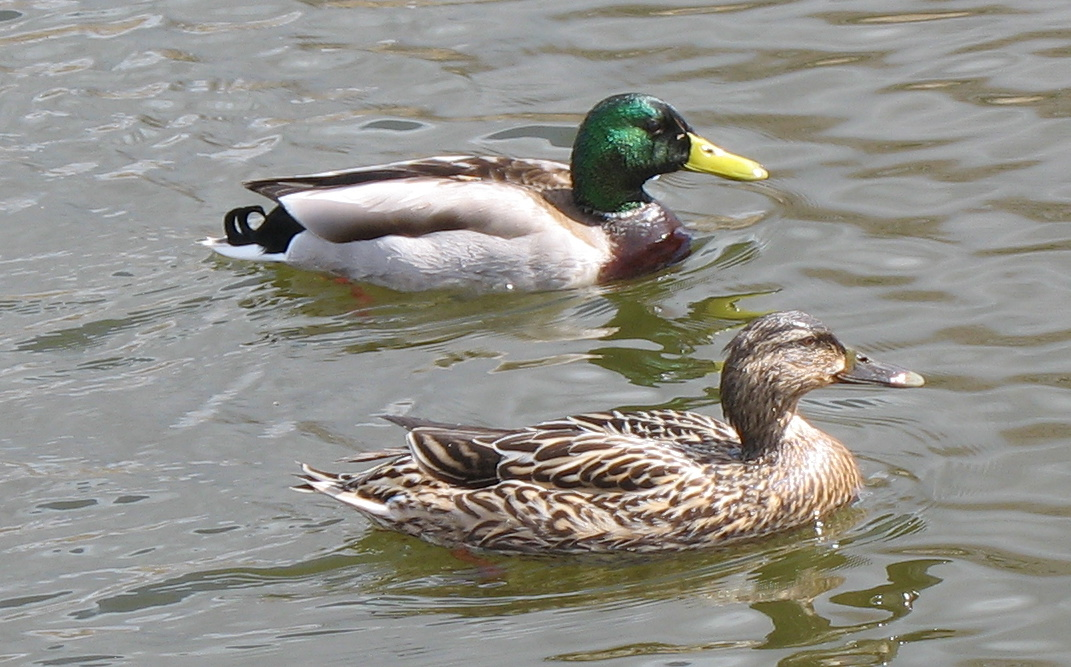
Pareja de ánade real (Anas platyrhynchos) en Las Tablas.

En la fauna migratoria sobresale la garza imperial (Ardea purpurea), la garza real (Ardea cinerea), junto con la garceta (Egretta garzetta), los martinetes (Nycticorax nycticorax), el avetoro (Botaurus stellaris), el pato colorado (Netta rufina), el pato cuchara (Anas clypeata), el ánade silbón (Anas penelope), el ánade rabudo (Anas acuta), la cerceta (Anas crecca), el alcotán (Falco subbuteo), el zampullín chico (Podiceps auritus), el zampullín cuellinegro (Podiceps nigricollis), la cigueñuela (Himantopus himantopus), el buitrón (Cisticola juncidis), el bigotudo (Panurus biarmicus), etc.
En la fauna sedentaria cabe citar al cangrejo de río (Austropotamobius pallipes), que fue antaño muy abundante e importante fuente de ingresos para las familias de Daimiel, hoy casi está extinguido por estas aguas. Luego de la introducción en ellas del gran predador que es el lucio (Esox lucius) se ha puesto en peligro a las especies autóctonas tales como el barbo (Barbus barbus), y el cachuelo (Squalius cephalus), que se hallan también amenazados de desaparición.

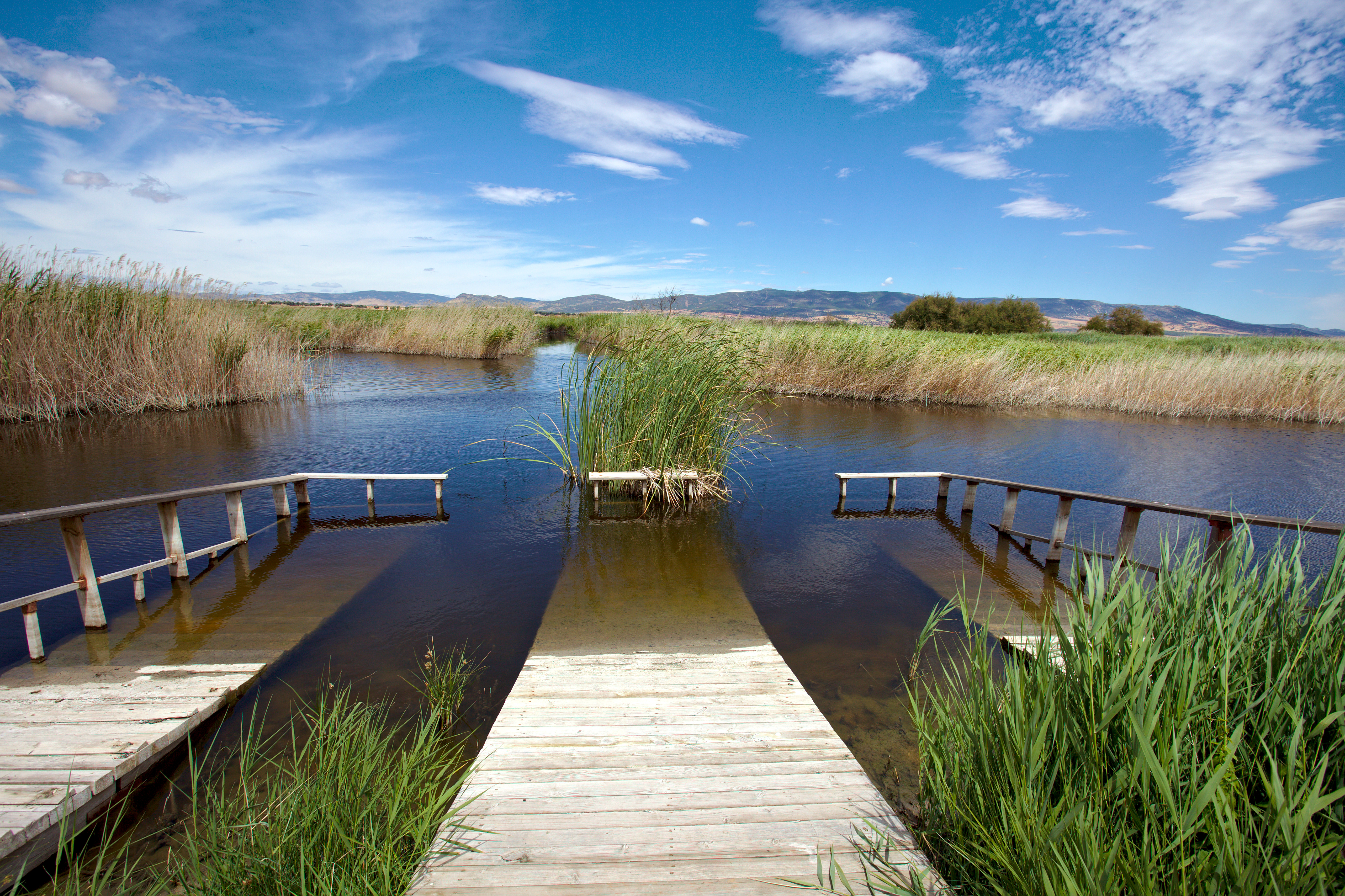
Embarcadero en julio de 2014.

En la primavera y el verano se pueden encontrar anfibios y reptiles como la ranita de San Antonio (Hyla arborea), la 'rana común (Rana perezi), el sapo común (Bufo bufo), la salamandra (Salamandra salamandra), y las culebras de agua (Natrix natrix y Natrix maura).
De los mamíferos cabe destacar el turón (Mustela putorius), el zorro (Vulpes vulpes), la nutria (Lutra lutra), la rata de agua (Arvicola sapidus), así como los que viven en las proximidades: conejos (Oryctolagus cuniculus), liebres (Lepus capensis), comadrejas (Mustela nivalis) o jabalíes (Sus scrofa).
Merecen mención igualmente el aguilucho lagunero (Circus aeruginosus), la focha común (Fulica atra), la polla de agua (Gallinula chloropus), el ánade real (Anas platyrhynchos), el ánade friso (Anas strepera), el martín pescador (Alcedo atthis), el porrón pardo (Aythya nyroca) y el porrón moñudo (Aythya fuligula). A estos se les puede ver en cualquier época del año.

## Sobreexplotación de los recursos hídricos
El Ministerio de Medio Ambiente reconoce la existencia de una degradación del entorno debido a una sobreexplotación de los recursos hídricos (de hecho, se transformaron 100 000 hectáreas de secano en regadío en las últimas décadas), lo que "fue provocando un desembalse importante del acuífero (acuífero Sistema 23) que se tradujo en un descenso progresivo del nivel freático, cuya principal consecuencia fue la anulación de las descargas naturales que se producían en los Ojos del Guadiana y en Las Tablas de Daimiel". De la misma forma, el alcalde de Daimiel (José Díaz del Campo) admite que entre todos lo hemos esquilmado. De las 1750 ha consideradas como inundables, el agua cubrió en los años 2006, 2007 y 2009: 35, 26 y 15 ha respectivamente (antes de trasvases).
Pero existen evidencias de que el equilibrio ecológico de la zona se ha roto: la dificultad para encontrar un equilibrio que ayude a mantener este espacio natural ha obligado a las diferentes Administraciones a poner en marcha medidas para evitar esta degradación, como la limitación de las extracciones de agua del acuífero por parte de los agricultores o la adquisición de las fincas circundantes, y en situaciones de extrema sequía, propias de los ciclos climatológicos de la región, medidas extraordinarias como los trasvases de agua desde el Tajo a través del Cigüela. De hecho, en los años 1997 y 2009 el Gobierno se vio obligado a autorizar un trasvase ante la amenaza de que las Tablas se secaran completamente.
La situación extrema que se produjo a finales de 2009 alentó a diversas organizaciones ecologistas a presentar una denuncia contra España ante la Unesco. El Consejo Científico de la Unesco debatió el 13 de junio de 2008 un informe, previamente elaborado, que recomendaba retirar cautelarmente la denominación, hasta 2015. La decisión fue dar al gobierno de España y a la Junta de Comunidades de Castilla-La Mancha tres años de plazo para la recuperación del parque, periodo tras el cual se plantearía de nuevo la posibilidad de retirar la calificación (cosa que no ocurriría en todo caso hasta 2015).
La posición de los ecologistas respecto del trasvase y las obras aprobadas en noviembre de 2009 (con una inversión de 18 millones de euros) es matizada: por ejemplo, desde WWF/Adena dicen que estaríamos dispuestos a aprobar ese trasvase pero sólo si se garantiza que será algo extraordinario, puntual y técnicamente bien estudiado porque el déficit hídrico de Las Tablas debe solucionarse a largo plazo, con políticas sostenibles y una política agraria que deje de fomentar el regadío.
Finalmente, la Comisión Europea abría un expediente de oficio a España el 22 de octubre de 2009 ante la situación de degradación del parque
.

### Incendios subterráneos

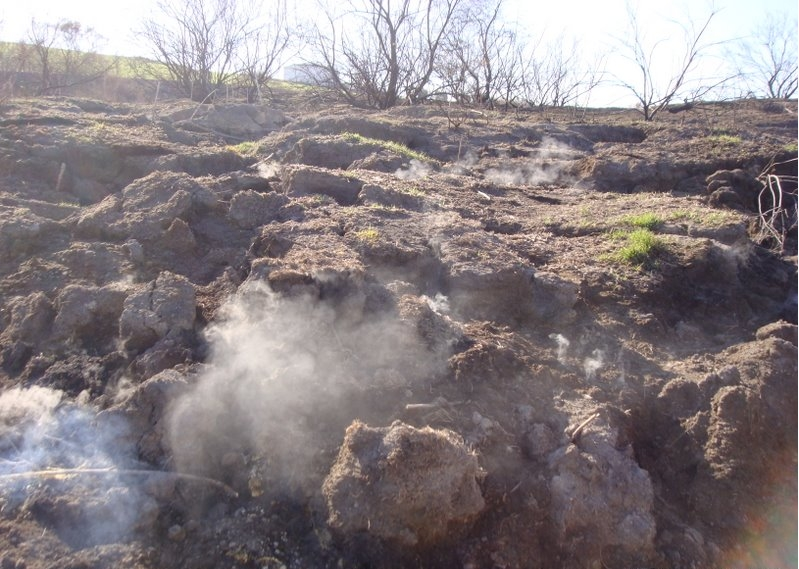
Incendio subterráneo de la turba, en noviembre de 2009.

Como consecuencia de la sobreexplotación de los recursos hídricos, Daimiel comenzó a secarse. La turba seca prende por autoignición o por la propagación de un incendio forestal cercano, como así ocurrió en 1988 y más recientemente en 2009. Al secarse la turba, también se encoge y agrieta el terreno, agrandado así los canales en el interior de la turba. Estos canales permiten el movimiento de aire hacia el subsuelo, la entrada de oxígeno que aviva los incendios, y el escape de humos de los mismos (combustión latente) desde el interior de la turbera.
El incendio soterrado de 2009 se detectó el 26 de agosto. En noviembre de ese año, la situación era muy grave El suceso llevó a las autoridades a transportar dos grandes tuberías que inundaran el suelo del parque con agua procedente del Tajo. Desde tiempo atrás se habían venido realizando otras actuaciones tales como aplastar la turba con grandes palas para cerrar las grietas y evitar así que siga quemándose. Los encargados del parque afirman que un incendio soterrado es muy difícil de controlar. Hasta diciembre-enero el incendio permaneció activo y pudieron verse fumarolas salir del suelo (especialmente en los días de frío por la condensación del agua producto de la combustión).
Por otra parte, el gobierno decidió el 29 de octubre de 2009 emplear los derechos de extracción de pozos de las fincas de su propiedad con el objetivo de controlar el fuego.

### Adquisición de terrenos por parte del Ministerio

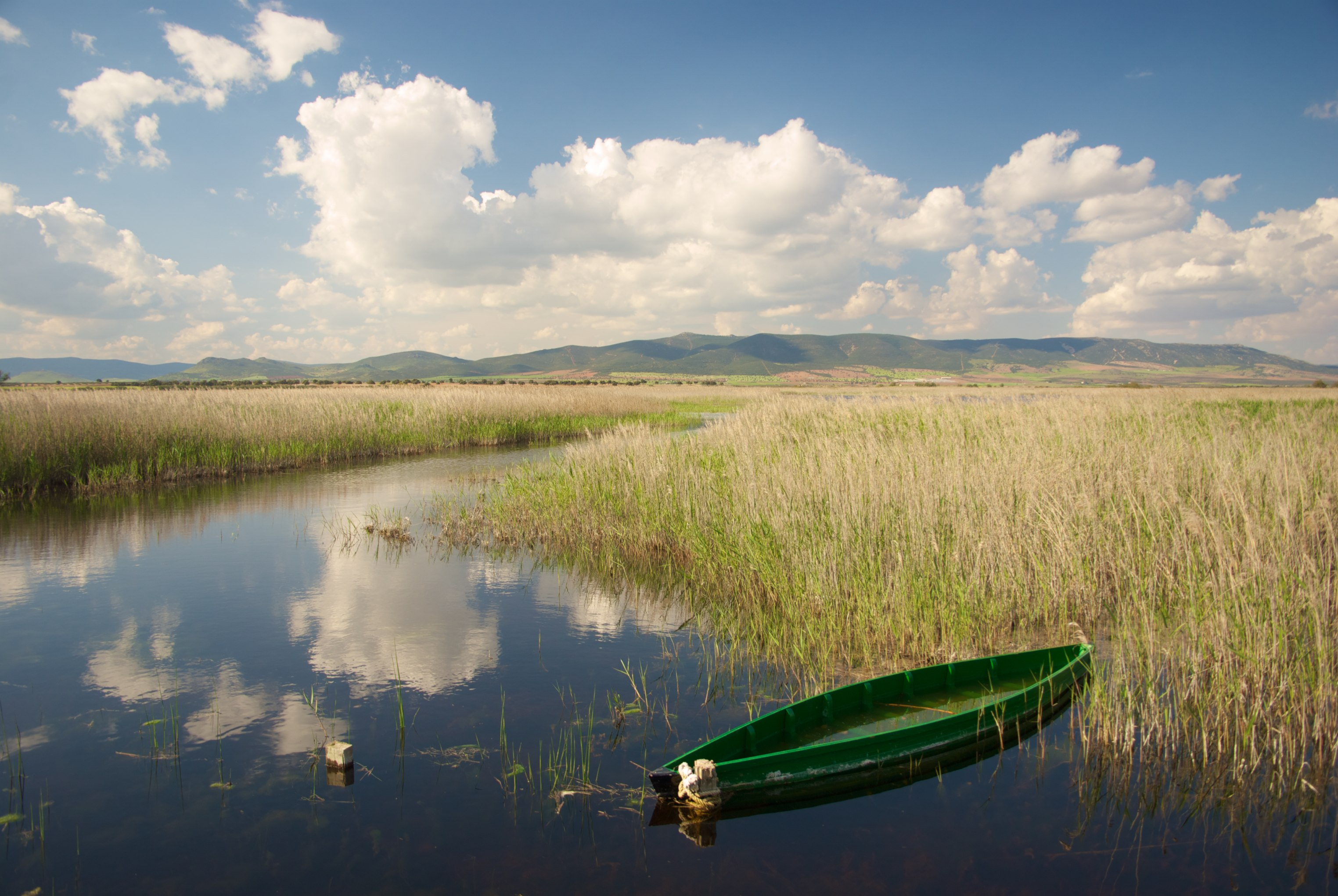
Las Tablas en la primavera de 2010, después de un invierno lluvioso

Estas medidas, que ya se venían adoptando desde tiempo atrás, se aceleraron a partir de la situación crítica que se produjo en 2009. A finales del año 2010, el Organismo Autónomo Parques Nacionales (OAPN) adquirió 16 fincas de regadío (más de 83 ha) con el objeto de adquirir al mismo tiempo los derechos de agua, continuando una política iniciada en el año 2000 mediante la cual se han adquirido un total de más de 1560 ha con un coste de casi 25 millones de euros, lo que ha permitido recuperar más de 4000 millones de litros (4 hm³) en derechos de agua.

### A partir de 2010
Tras las abundantes lluvias del invierno 2009-2010, el parque se volvió a inundar (1232 ha a finales de enero y 1700 ha a mediados de febrero) hasta alcanzar la totalidad de la superficie inundable, situación que no se producía desde junio de 2004). Sin embargo, diversas organizaciones ecologistas advirtieron de que la recuperación del parque aún quedaba lejos y pasaba por la recuperación de los acuíferos.

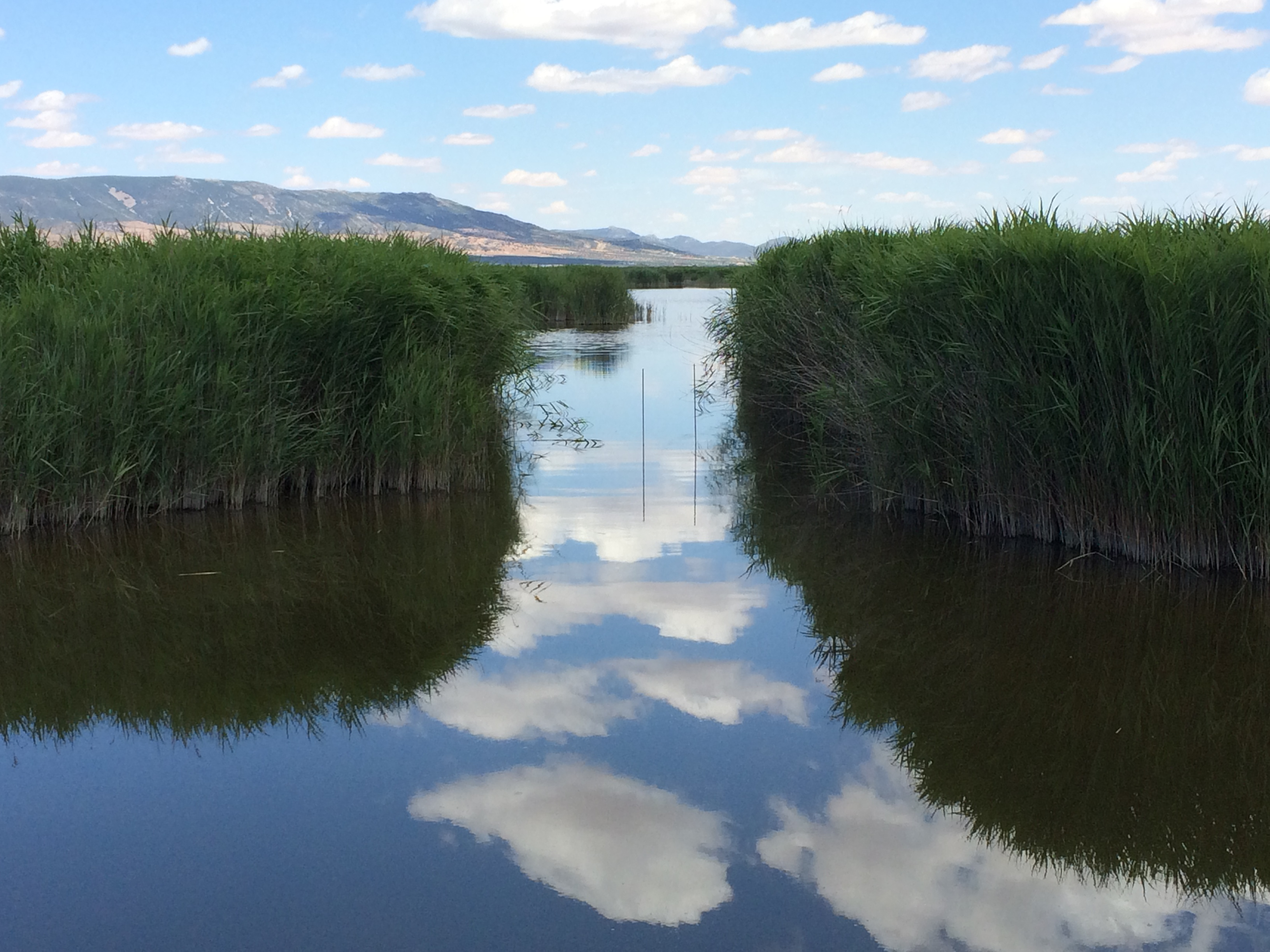
Vista de las Tablas en 2016.

El nivel del acuífero siguió subiendo desde los primeros meses de 2010, por lo que se especuló con la posibilidad de que la persistencia en el control de las extracciones y una climatología favorable podrían hacer renacer los afloramientos en el paraje de los "Ojos del Guadiana", donde el nivel del acuífero se encontraba a sólo 6 m de la superficie en abril de 2012. En áreas próximas, comprendidas entre los Ojos y el parque, en las que el nivel del suelo es inferior, ya se han producido afloramientos que han dado lugar a lagunas, fenómeno que no se producía desde los años 1980. A esto hay que añadir que el nivel del río provocó que el alto Guadiana volviese al parque, cosa que no ocurría en 35 años.
Estas favorables condiciones y el aumento del nivel de concienciación de los municipios circundantes y de sus agricultores hacían concebir un razonable optimismo sobre el futuro del humedal, pero la situación volvió a empeorar hasta niveles alarmantes en 2022, cuando llegó a tener sólo 49 ha inundadas de sus 1734 ha encharcables. A pesar de que el parque recibiera dos inyecciones de agua de emergencia en 2022, el 1 de diciembre de 2022 había 130 hectáreas inundadas. En 2023 había perdido el 60% de la superficie inundada: de 261 ha con agua en febrero de 2023, el 1 de junio de 2023 las Tablas tenían agua en sólo 103 ha, apenas un 6%.

## Turismo
| 1996                                                         | 1997    | 1998    | 1999    | 2000    | 2001    | 2002    | 2003    | 2004    | 2005    | 2006    | 2007    | 2008   | 2009    | 2010    | 2011    |
| 130 774                                                      | 285 371 | 146 652 | 112 195 | 115 503 | 109 753 | 100 099 | 107 437 | 128 640 | 123 413 | 100 666 | 122 955 | 94 687 | 105 957 | 398 742 | 204 314 |
| * Datos extraídos de la web del ministerio de Medio Ambiente |         |         |         |         |         |         |         |         |         |         |         |        |         |         |         |

## Otras figuras de protección
- Reserva de la Biosfera (1981).
- Humedal de Importancia Internacional por el Convenio de Ramsar (1982).
- ZEPA (1988).
- LIC
- YURI

## Filmografía
- Félix Rodríguez de la Fuente y su equipo realizaron dos episodios dedicados a las Tablas (39 y 40) en su serie El Hombre y la Tierra entre 1975 y 1978.